# Estivareilles (Allier)
Estivareilles é uma comuna francesa na região administrativa de Auvérnia-Ródano-Alpes, no departamento Allier. Estende-se por uma área de 11,27 km². Em 2010 a comuna tinha 1 131 habitantes (densidade: 100,4 hab./km²).